# مقسمات التردد

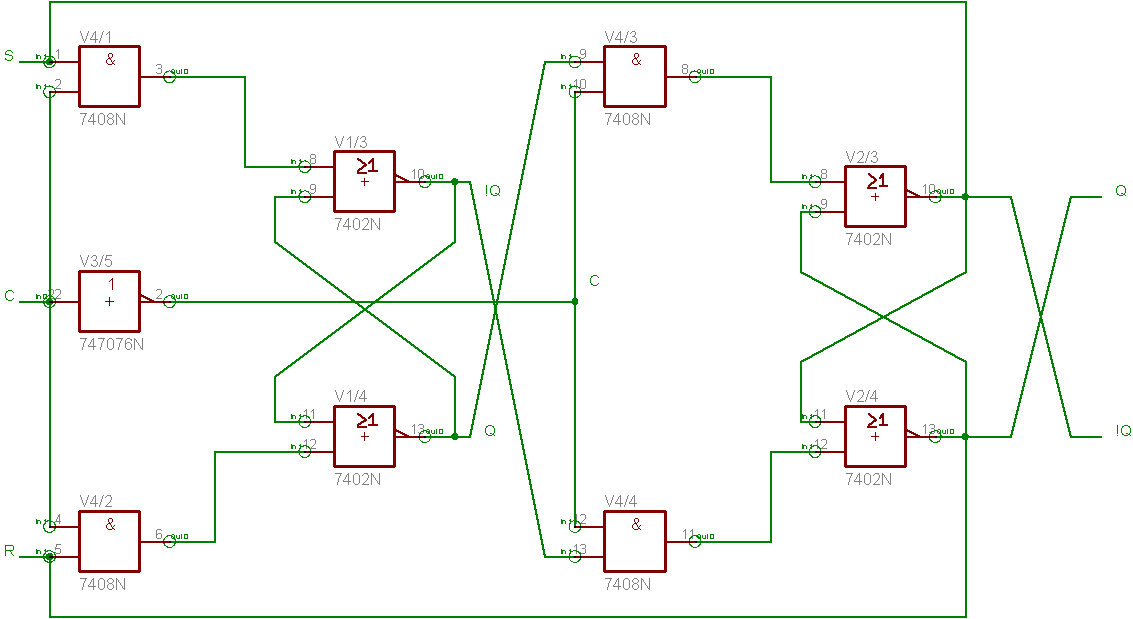

## مقسم التردد
يعد مقسم التردد من العناصر الهامة في الدارات الإلكترونية، ويعتمد عمله على تقسيم قطار النبضات الناتج عن ساعة النظام بنسبة معينة تكون صحيحة في أغلب الأحيان ولكن يمكن تقسيم التردد بنسبة معينة.
يعد القلاب (قلاب)من نوع T من أهم مقسمات التردد وهو موضح بالشكل التالي :-
نلاحظ أنه عند إدخال قطار نبضات فإن الإشارة الناتجة عبارة عن قطار نبضات دوره ضعف الدور لإشارة الدخل أما التردد فهو النصف. إن الإشارة الناتجة هي عبارة عن أمواج 
راجع الشكل 7,8
مربعة يشكل القسم العلوي قيمة (1) في المنطق أما القسم السفلي فيشكل (0) من الناحية المنطقية.
راجع الشكل 6 يمكن أن تكون القسمة التردد على عدد فردي. ويكون عدد التقسيمات مساوياً لعدد القلابات الموجودة.
ليس من المحتمل الحصول على دورة واجبة بنسبة 50% لأن من أجل نبضتي ساعة نحصل على ثلاث نبضات بالخرج. 
فمثلاً هنا في هذه الدارة عند الخر ج A من أجل كل نبضتي ساعة نحصل على ثلاث نبضات في الخرج، أما عند المدخل B فمن أجل كل نبضة ساعة نحصل على ثلاث نبضات.
راجع الشكل 5
يوجد هناك مقسمات تردد غير اعتيادية :- 
لقد وجدت حاجة إلى تقسيم التردد بنسبة كبيرة واستخدام عدد كبير من قلابات T أصبح غير مجدي لذلك تم مقسمات تردد تقسم بنسب عالية، تبين الدارة في الأفل، مقسم تردد يقسم موجة منع TTl بنسبة 567 تشتمل الدارة على ثلاثة عدادت عقد ((monostable تتألف من IC5C و IC5B وهي بالتاي ستقدم إشارة الخرج. سيقوم خرج IC5A بتصفر العدادت الثلاثة. 
ولكن لبرمجة المقسم يجب استخدام BCD الارتباط: 5.2% - -, في مثالنا نسبة القسمة هي 567، إن المدخل غير المستخدم ل IC4 موصول بحهد +5 فولت عبر مقاومة قدرها 1 k. راجع الشكل 4
مقسم التردد باستخدام 7490 :- 
يمكن أن تشكل دارات 7490 مقسمات تردد تبن مجموعة الدارات التالية مقسمات تردد من 2 إلى 10. تتم تغذية كل 7490 بجهد +5v.راجع الشكل 3
مقسمات التردد بنسب جزئية :-
تقدم مولدات النبضات (Rate multipliers) نبضات ساعة مبرمجة على سبيل المثال يعد CD4527 مولد نبضات بأربع بتات BCD فهو يقدم ثلاث نبضات من أجل كل 10 نبضات للساعة حيث تنتقل نبضات الساعة عبر موزع وقتي ليتمل تقليل التذبذب. يمكن أن يضم مولد النبضات مع مقسم تردد اعتيادي مع " pulse swallower" لتشكيل مقسم تردد بنسبة جزئية وهو موضح بالخطط الصندوقي التالي.
توضح الدارة الإلكترونية التالية مقسم تردد من 1.000 إلى 9.999. حيث توصل إشارة التردد الداخلة إلى "FIN" أما إشارة الدخل المعكوسة فتوصل إلى "/FIN ", توصل " MR" و"/MR" إلى الدخل ليتم تصفيره.
راجع الشكل 1 ،2 في المين